# Battersea Power Station (London Underground)

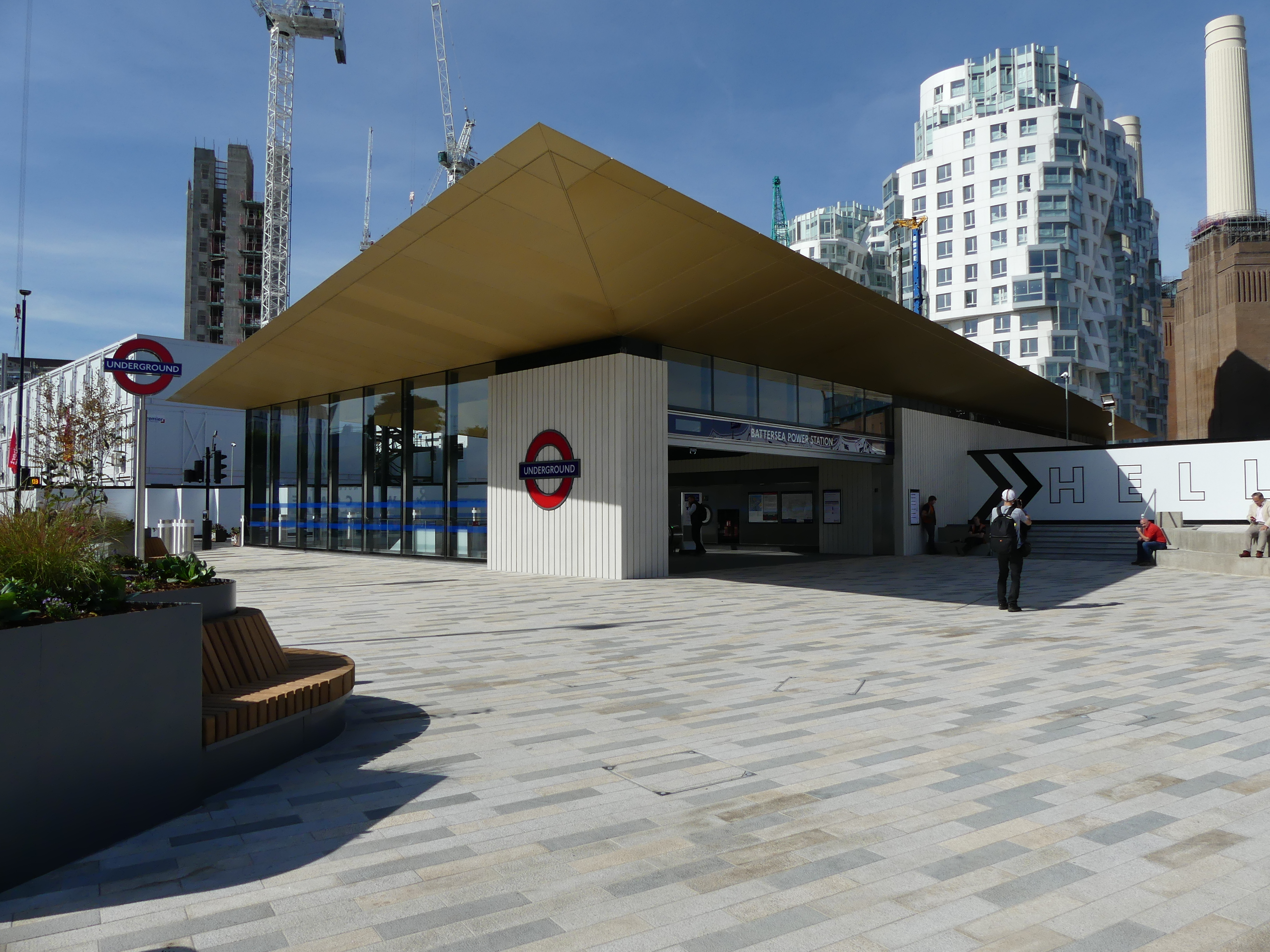
Das Stationsgebäude im September 2021

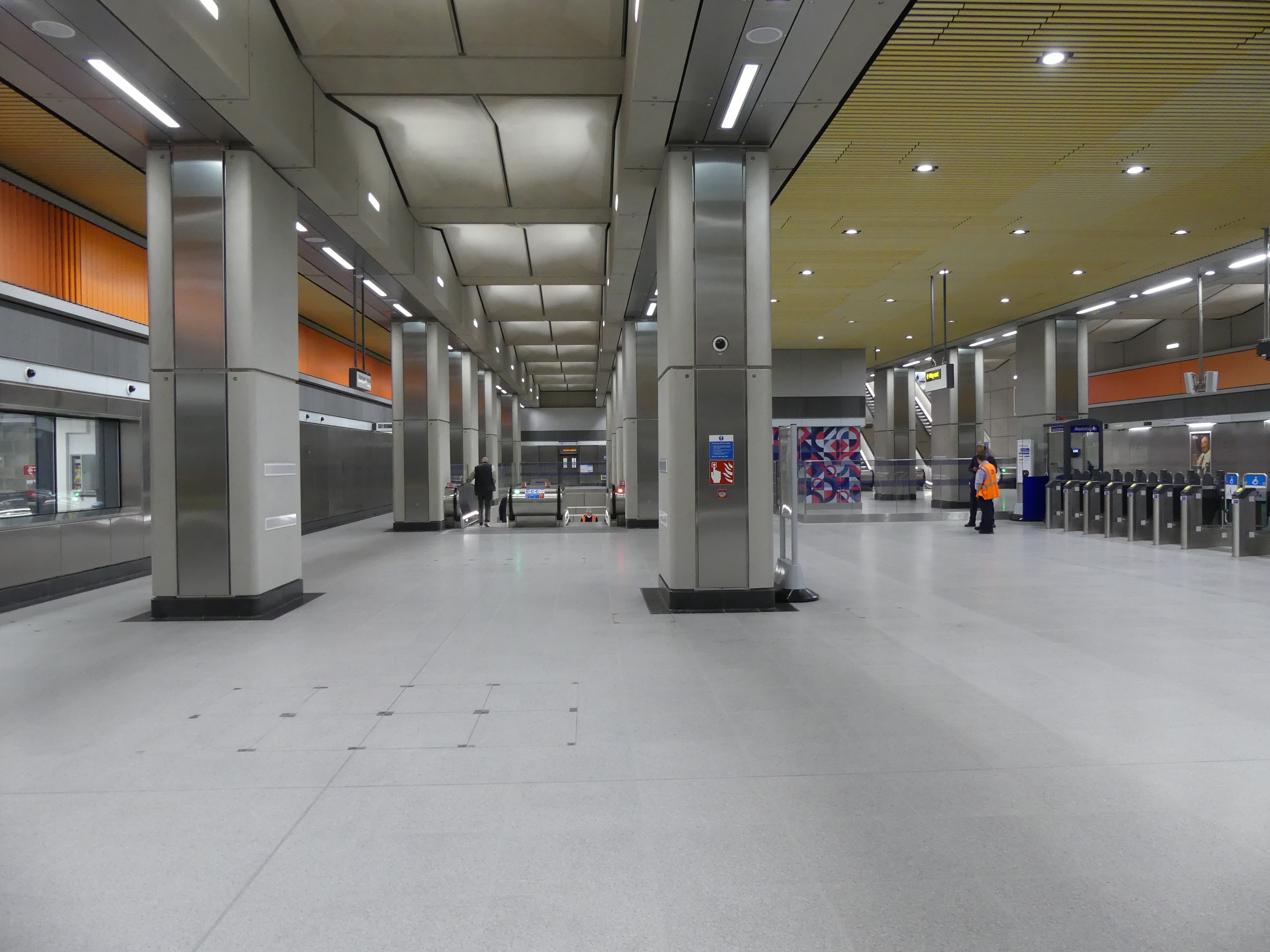
Zwischenebene

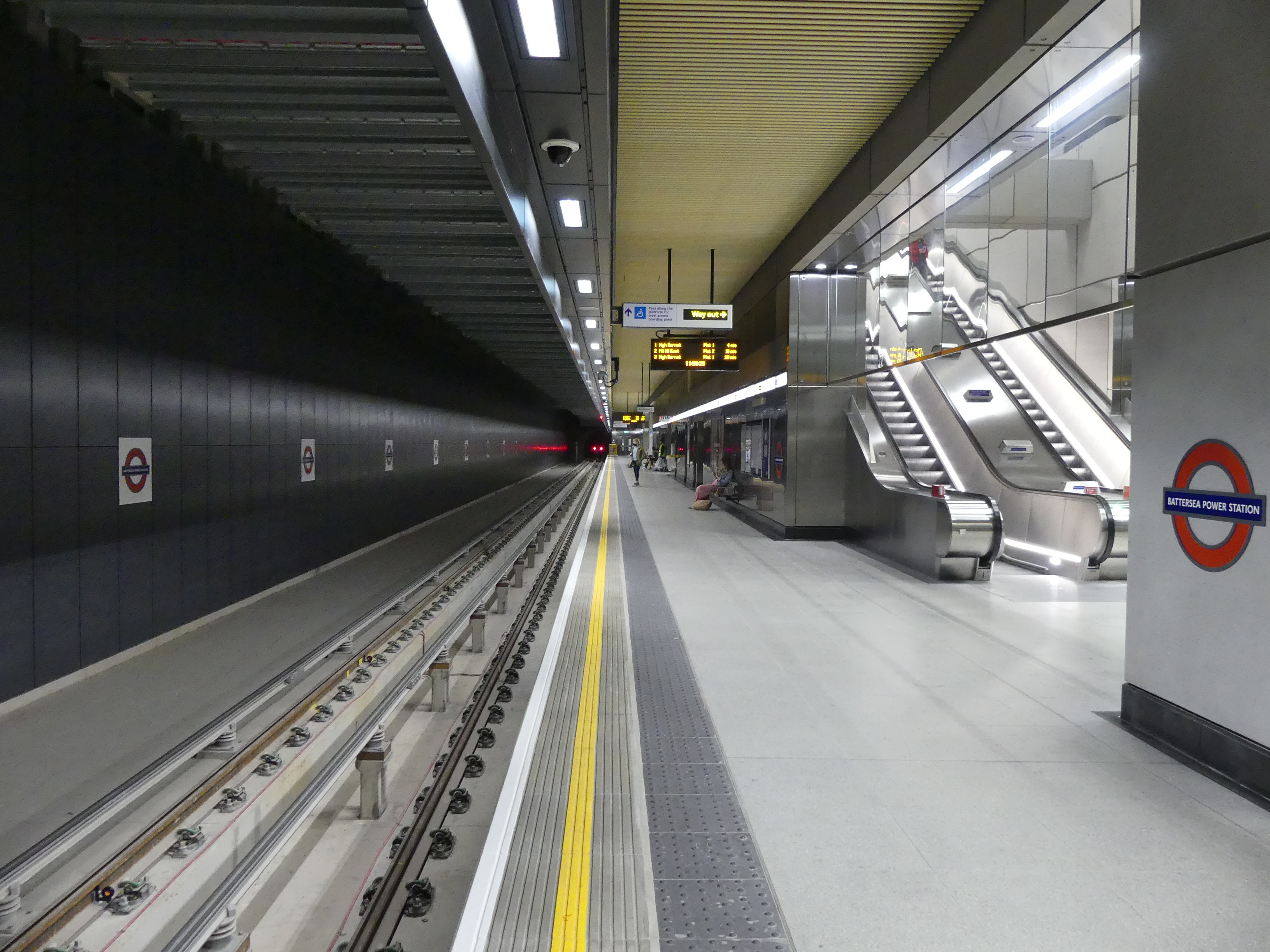
Bahnsteig

Battersea Power Station ist eine unterirdische Station der London Underground. Sie befindet sich im Stadtteil Battersea im Bezirk London Borough of Wandsworth, an der Battersea Park Road in unmittelbarer Nähe des ehemaligen Kohlekraftwerks Battersea Power Station. Sie ist die Endstation der 2021 eröffneten Zweigstrecke der Northern Line, die von Kennington über Nine Elms bis hierher führt. In der Nachbarschaft stehen die Bahnhöfe Battersea Park und Queenstown Road (Battersea).

## Bauwerk
Für die Planung und den Bau des U-Bahnhofs war das Unternehmen Ferrovial Agroman Laing O’Rourke zuständig, die Planung des Eingangsbereichs das Architekturbüro Grimshaw Architects. Art on the Underground, das Kulturprogramm von Transport for London (TfL), beauftragte den Künstler Alexandre da Cunha mit der Installation eines permanenten Kunstwerks in der Haupthalle. Es handelt sich dabei um eine fast 100 Meter lange kinetische Skulptur namens Sunset, Sunrise, Sunset. Sie besteht aus drei farbigen Tafeln, die allmählich von einer Farbe zur anderen übergehen. Die Farben wurden Fotos von Sonnenuntergängen und -aufgängen in London entnommen. Im Laufe des Tages drehen sich die Tafeln und lassen unterschiedliche Farbkombinationen in die Haupthalle einfallen, sodass sie eine sich ständig verändernde Umgebung schaffen.

## Geschichte

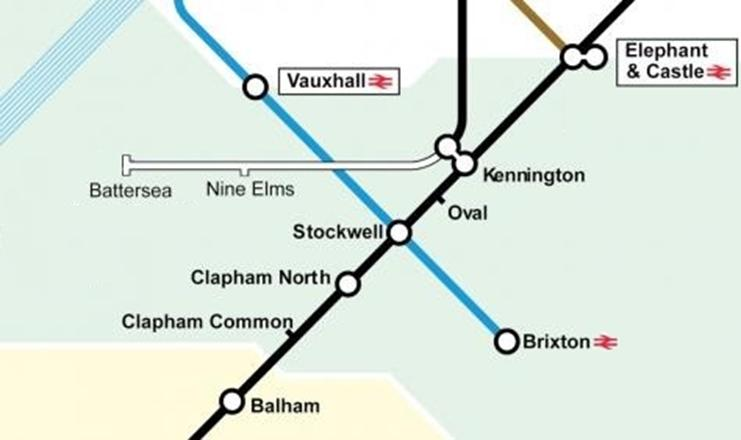
Streckenskizze

Als Pläne für die Umnutzung des stillgelegten denkmalgeschützten Kohlekraftwerks Battersea Power Station konkrete Formen annahmen, begannen private Immobilienentwickler 2006 mit TfL über eine mögliche Erschließung des Areals durch die U-Bahn zu verhandeln. Der 2009 genehmigte Neubau der US-Botschaft in Nine Elms (2018 vollendet) erhöhte die Realisierungschancen weiter. Im April 2010 präsentierte Bürgermeister Boris Johnson einen Verkehrsstrategieplan, der ausdrücklich den Bau einer Zweigstrecke der Northern Line von Kennington zur vorläufigen Endstation Battersea Power Station vorsah (in einer frühen Planungsphase war der Name Battersea vorgesehen). Die Kosten wurden auf 1,1 Milliarden Pfund veranschlagt. Der Rat des zuständigen London Borough of Wandsworth entschied sich im November 2010 unter vier vorgeschlagenen Optionen für jene, die eine Zwischenstation in Nine Elms vorsah. Die U-Bahn-Verlängerung war Teil eines ambitionierten Stadterneuerungsprojekts im Wert von 5,5 Milliarden Pfund, mit dem die bisher unterentwickelte Stadtteile Nine Elms und Battersea aufgewertet werden sollen. Einen Monat später genehmigte Johnson die Finanzierung, worauf die Detailplanung begann.
Nachdem das Verkehrsministerium im November 2014 die endgültige Baugenehmigung erteilt hatte, nahm Johnson am 23. November 2015 am Standort der zukünftigen Endstation den Spatenstich vor. Während die Tunnel ab Mitte Februar 2017 mit Tunnelbohrmaschinen in Richtung Kennington vorgetrieben wurden, entstand die Station in offener Bauweise. Benannt waren die Maschinen nach der Raumfahrerin Helen Sharman und der Luftfahrtpionierin Amy Johnson. Für den Transport von schätzungsweise 300.000 Tonnen Aushub baute man ein 300 m langes provisorisches Förderband, das von der Battersea-Baustelle zum Ufer der Themse führte. Dort wurde das Material auf Lastkähne verladen, um in East Tilbury landwirtschaftlich nutzbares Kulturland aufzuschütten.
Ursprünglich hätten die Station und die Zweigstrecke im Jahr 2020 eröffnet werden sollen, doch im Dezember 2018 gab Bürgermeister Sadiq Khan bekannt, dass sich die Fertigstellung um ein Jahr verzögern werde. Berichten zufolge war ein Grund für die Verzögerung die Notwendigkeit, die Kapazität der Stationen zu erhöhen, um eine höhere Anzahl von Fahrgästen als ursprünglich prognostiziert zu bewältigen. Im Juni 2019 waren die umfangreichen Tunnel- und Gleisarbeiten abgeschlossen, und zum ersten Mal verkehrte ein Arbeitszug auf der Strecke. Die Eröffnung erfolgte am frühen Morgen des 20. September 2021.

## Mögliche Verlängerung
Die U-Bahn-Station ist so gebaut, dass eine zukünftige Verlängerung zum Bahnhof Clapham Junction, einem der meistfrequentierten Bahnhöfe Großbritanniens, möglich wäre. Dabei würde die Trasse unter dem Battersea Park verlaufen. Während der öffentlichen Anhörung im Jahr 2014 wurde festgestellt, dass eine Verlängerung zwar wünschenswert, aber nicht notwendig sei, um den Bedürfnissen des Regenerationsgebiets Vauxhall/Nine Elms/Battersea gerecht zu werden. Außerdem gab es Befürchtungen, dass eine Verlängerung aufgrund der hohen Nachfrage die Zweigstrecke der Northern Line überfordern könnte. Trotz des Vorschlags, den Bahnhof Clapham Junction im Rahmen des künftigen Projekts Crossrail 2 zu erschließen, forderten Anwohner und Politiker weiterhin eine Verlängerung der Northern Line.